# Toddington (Bedfordshire)
Toddington è un paese di 4 195 abitanti della contea del Bedfordshire, in Inghilterra.